# Géntérkép

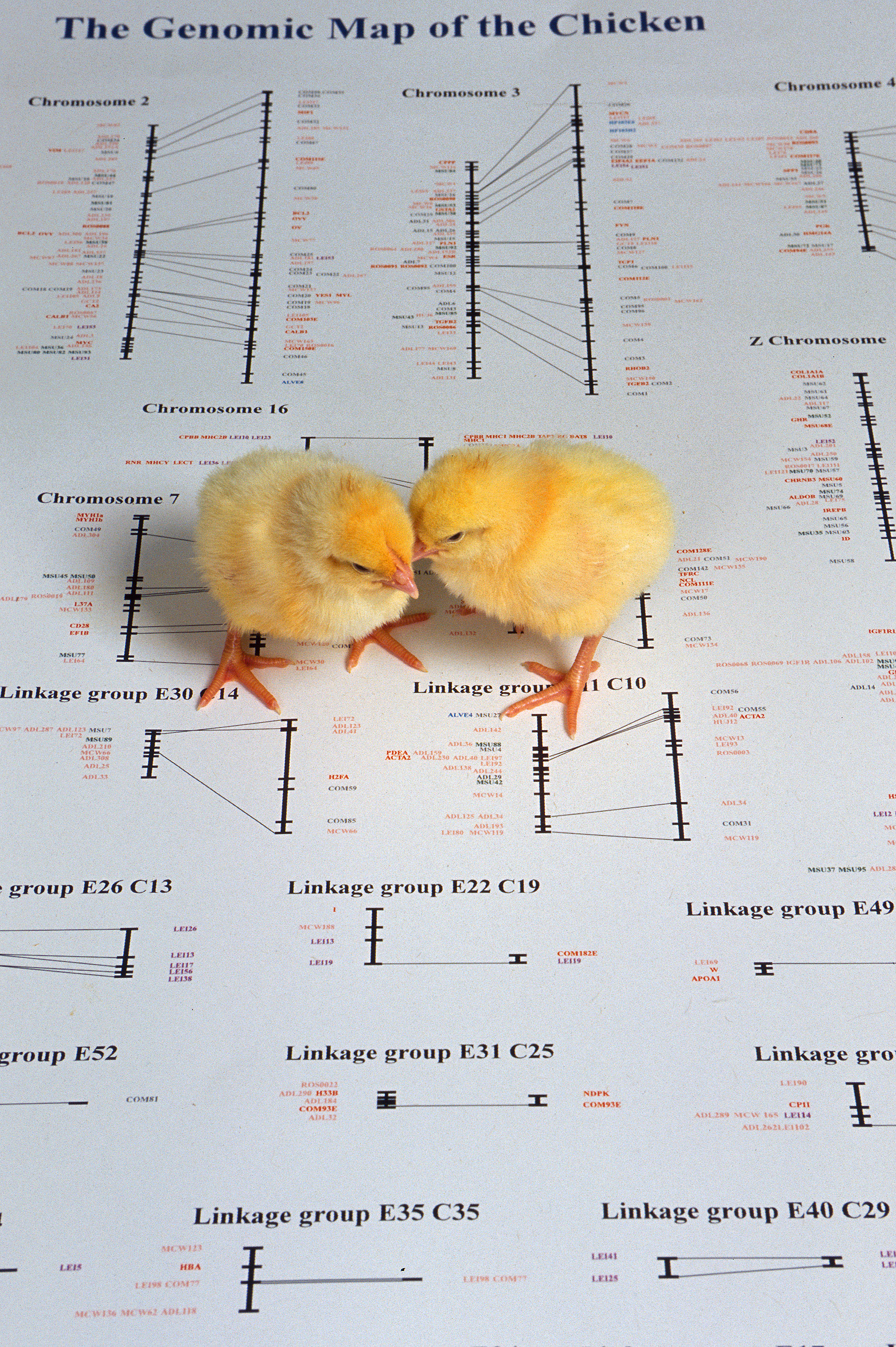
Csirkék genetikai térképe. A csirke genomja 39 pár kromoszómát tartalmaz, az emberi genom 23 párból áll.

A géntérképezés során a gének egymástól való távolságát, a genomban való viszonylagos  elhelyezkedésüket határozzuk meg anélkül, hogy valóban megszekvenálnánk a dezoxiribonukleinsav (DNS) molekulát. Amint készen áll a térkép, képesek vagyunk egy ismert gén vagy marker (ismert DNS szekvencia) alapján megmondani egy másik gén helyét a genomban. Ezt oly módon érik el, hogy az együtt öröklődő tulajdonságok gyakoriságát figyelik és ebből következtetnek a megfelelő gének egymástól való távolságára a kromoszómán. A géntérkép nagy vonalakban ábrázolja a gének elhelyezkedését a kromoszómán.
A fizikai térkép viszont az egyes határjelzők (gének, markerek) közötti távolságot jelzi, a DNS molekula teljes hosszához viszonyítva. Míg az előbbi módszer viszonylagos, a fizikai térképezés valós távolságokat határoz meg.
Ilyen térképeket a DNS ujjlenyomatoknál (fingerprinting) használnak, ahol a restrikciós enzimeket hívják segítségül. Egy ilyen enzim adott bázissorrend felismerése után hasít, adott bázisnál. A genomot darabokra tördelik, azonosítják a töredékeket, majd meghatározzák, hogyan viszonyulnak egymáshoz. Azaz a vizsgált DNS enzimatikus emésztése után, gélelektroforézissel méret alapján válogatják a feldarabolt DNS fragmentumokat. Egy ilyen méret alapján kimutatott mintázat, mint az ujjlenyomat, minden embernél más. A módszert már peres eljárásoknál is törvényes bizonyítékként használják.

## Külső hivatkozások
- Genome Sciences Centre (British Columbia)